# IC 3179
IC 3179 је елиптична галаксија у сазвјежђу Береникина коса која се налази на листи објеката дубоког неба у Индекс каталогу.
Деклинација објекта је + 26° 9' 55" а ректасцензија 12h 20m 37,7s. Привидна величина (магнитуда) објекта IC 3179 износи 15,0 а фотографска магнитуда 16,0. IC 3179 је још познат и под ознакама KUG 1218+264, PGC 89585.